# Cavehill
Cavehill nebo také Cave Hill je čedičový vrch v Severním Irsku, dosahující výšky 370 metrů nad mořem. Nachází se na jihovýchodním okraji Antrimské plošiny a je charakteristickou dominantou severoirského hlavního města Belfastu. Pojmenování pochází od trojice velkých jeskyní vytvořených těžbou železné rudy, kopec je známý také pod původním irským názvem Beann Mhadagáin (Madiganův kopec, podle ulaidského panovníka Matudána mac Muiredaiga).
Lokalita byla osídlena již v neolitu, ve středověku byla na vrcholu vybudována pevnost McArt's Fort. Za druhé světové války byl Cavehill vystaven německému bombardování, v roce 1944 se zde zřítil americký letoun Boeing B-17 Flying Fortress. O těchto událostech natočil Richard Attenborough film Tajemství prstenu.
Kopec je oblíbeným místem výletů, na vrchol vede turistická stezka od Belfastského hradu. Nabízí výhled na celý Belfast a záliv Belfast Lough, za jasného počasí je vidět také ostrov Man. Populární atrakcí je skalní útvar zvaný Napoleon's Nose. Oblast má status country park, nachází se zde dětské hřiště a návštěvnické centrum. Na úpatí Cavehillu se nachází Belfastská zoologická zahrada.
Jonathan Swift byl údajně inspirován siluetou kopce, připomínající ležícího obra, k napsání Gulliverových cest.